# Carbonade flamande
La carbonade flamande (o à la flamande) (in nederlandese Stoverij o Stoofvlees) è un piatto tradizionale belga composto da uno spezzatino di manzo stufato e cipolla, bagnato con la birra e condito con timo e alloro.
Il tipo di birra utilizzato è importante. Tradizionalmente si ricorre a una Oud Bruin, una birra bruna di abbazia, o a una rossa delle Fiandre. Oltre alla birra, per accrescere il sapore agrodolce, prima di servire, viene aggiunta una piccola quantità di sidro o di aceto oltre a un po' di zucchero di canna o gelatina di ribes rosso mescolato.
La pietanza è spesso accompagnata da patate fritte, patate bollite o purea di patate.
Il termine carbonade può anche riferirsi a un piatto di grigliata di maiale o allo stufato di bovino al vino rosso come la bourguignonne di manzo nel sud della Francia.